# Mariano Barberán y Tros de Ilarduya
Mariano Barberán y Tros de Ilarduya (Guadalajara; 14 d'octubre de 1895 - Mèxic, 20 de juny de 1933) fou un militar español, protagonista de la proesa del vol del Cuatro Vientos amb Joaquim Collar i Serra.

## Carrera militar
Va ingressar en l'Acadèmia d'Enginyers de Guadalajara el 1910, de la qual va sortir el 1917 com a tinent del Cos d'Enginyers i un any després sol·licita la seva passada a Aviació. Malgrat usar ulleres és acceptat i realitza el curs d'"Observador d'aeroplà de Guerra" el 1919. És destinat a la Segona Esquadrilla Bristol a Melilla el març de 1922. Destacat per la seva competència i valor, se li va concedir el comandament de la Primera Esquadrilla Bristol de gener a juliol de 1923, malgrat no ser pilot, i rebent la Medalla Militar Individual.
Va realitzar el curs de "Pilot d'aeroplà" el 1924 i és nomenat Cap de Ràdio a la península. Malgrat això realitza algun vol a Tetuan i és ferit. Va prendre part en el desembarcament d'Alhucemas, el 1925, on comandava una esquadrilla del Grup de l'Esquadra d'Instrucció. Per una diferència d'opinió amb el seu cap de grup, va deixar voluntàriament l'aviació, la qual cosa li va portar a no participar en el vol del Plus Ultra de Palos de la Frontera a Buenos Aires, que havia planejat amb Ramón Franco.
Reingressà a l'aviació el 1927 i és nomenat primer professor de l'Escola d'Observadors, i després director de 1928 a 1931. A l'abril d'aquest any és destinat al Servei d'Instrucció en l'aeròdrom de Cuatro Vientos.

## Vol Sevilla-Cuba

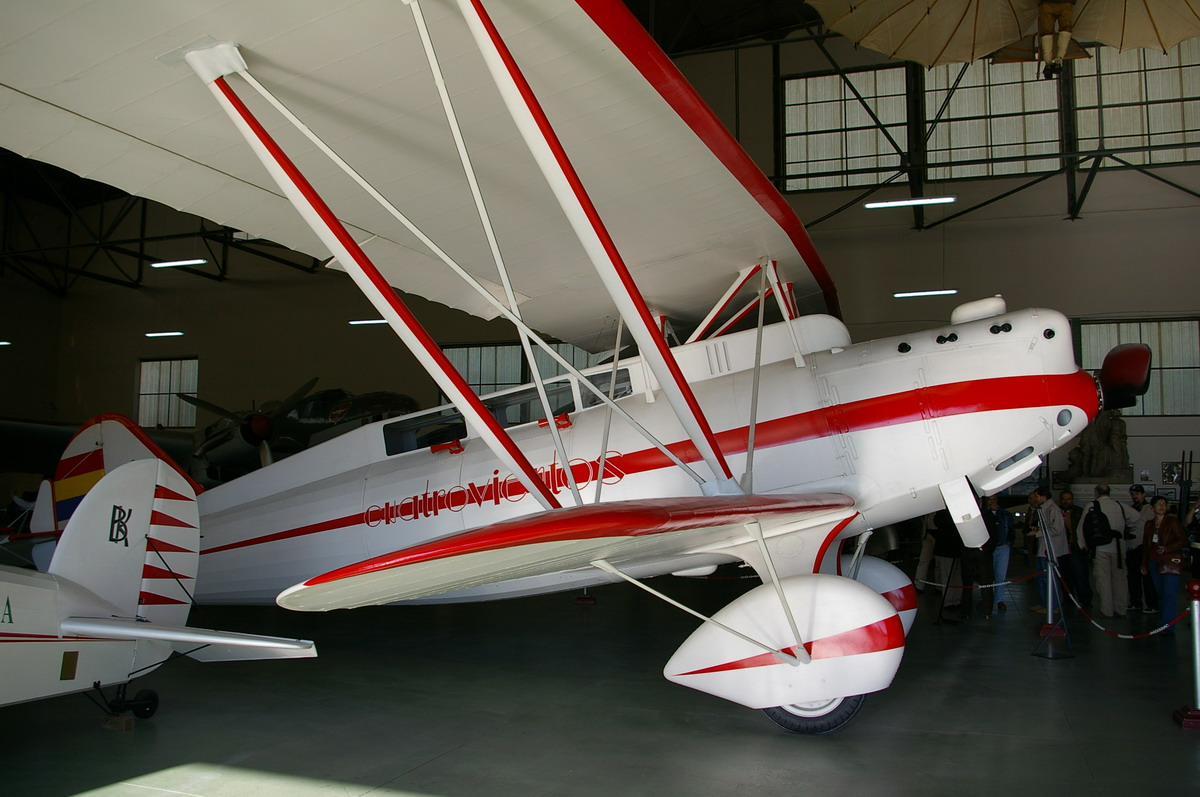
Rèplica del "Cuatro Vientos" al Museu de l'Aire.

El 1932 va concebre la idea de travessar l'Atlàntic, des de Sevilla a Cuba sense escales (6.300 kilòmetres). Per a això va utilitzar l'avió Cuatro Vientos, un monomotor equipat amb un motor Hispano Suiza fabricat a Barcelona, i construït ad hoc per l'empresa espanyola CASA, en una de les fites de la indústria aeronàutica espanyola. Va ser acompanyat pel tinent Collar, reconegut en aquell temps com un dels millors pilots de la seva època. El tercer component de l'equip, el sergent mecànic d'aviació Modesto Madariaga va viatjar a Cuba amb vaixell per atendre allí el manteniment de l'aparell.
S'enlairaren el 10 de juny de 1933 de l'aeroport de la Tablada Sevilla i van arribar 39 hores i 55 minuts després a Camagüey, a Cuba, on van ser rebuts com a autèntics herois. El sergent Madariaga va revisar a Cuba l'avió trobant un esquerda en el dipòsit de combustible, que va reparar. Una vegada que l'avió va estar llest, van començar la segona part del viatge, molt més fàcil a simple vista que la primera part.
Quan seguien viatge a Mèxic, el 20 de juny següent, l'avió va desaparèixer i les seves restes no han estat trobades. Sobre la misteriosa desaparició i la sort dels seus tripulants han sorgit diverses teories, però dues són les que han tingut més acceptació.
La primera afirma que haurien caigut al mar, basant-se en el fet que la nit del 20 al 21 de juny de 1933 s'albiraren unes llums al mar i es va trobar un pneumàtic a la costa quatre dies després de la desaparició de l'avió. Alguns fins i tot afirmaven que darrere de tot estava el president de Cuba Gerardo Machado, qui se n'assabentà d'una aventura amorosa de Collar amb una de les seves amants. El 1933 corrien rumors a Mèxic de la col·locació d'un aparell explosiu a l'avió o de l'adulteració del combustible.
Una altra defensa que haurien arribat a Mèxic i s'haurien estavellat al Cerro de la Huacamaya, on poc després foren assassinats per uns indígenes per robar-los i amagaren els restes de l'avió i dels tripulants en coves de la zona. Darrerament aquesta hipòtesi ha quedat reforçada per la publicació de testimonis dels fets, que lamentaven el fet que l'avió hagués aterrat en una zona de "contrabantistes i bandits". El motor aparegué anys després en un molí propietat d'un ciutadà nord-americà.
El 1933, juntament amb el seu company Collar li fou concedit el prestigiós trofeu aeronàutic Harmon Trophy, en la seva categoria National Trophy.